# Telchinia oberthueri
Telchinia oberthueri is een vlinder uit de familie van de Nymphalidae. De wetenschappelijke naam van de soort is voor het eerst gepubliceerd in 1895 door Arthur Gardiner Butler.

## Verspreiding
De soort komt voor in Nigeria, Kameroen, Equatoriaal Guinee, Gabon, Congo-Brazzaville, Congo-Kinshasa, Oeganda, Tanzania en Angola.

## Waardplanten
De rups leeft op soorten van het geslacht Grewia en op Ancistrocarpus densispinosus Oliv. (Malvaceae).

## Ondersoorten
- Telchinia oberthueri oberthueri (Butler, 1895) (Nigeria, Kameroen, Equatoriaal Guinee (Mbini en Bioko), Gabon, Congo-Brazzaville, Angola)
  - = Acraea oberthuerii confluens Suffert, 1904
- Telchinia oberthueri laetopicta (Rebel, 1914) (Zuid- en Oost-Congo-Kinshasa, Oeganda, West-Tanzania)
  - = Acraea oberthueri var. laetopicta Rebel, 1914